# Liste der Träger des Verdienstordens des Landes Nordrhein-Westfalen
Diese Liste zeigt die Träger des Verdienstordens des Landes Nordrhein-Westfalen mit Verleihungsjahr (vollständig).

## Liste

### A
- Rolf Abrahamsohn 2020
- Elisabeth Achenbach 1995
- Karlheinz Achenbach 1986
- Rolf Ackermann, Bonn 2000
- Heinz Adria 1996
- Heino Ahr, Wuppertal 1999
- Georg Aigner 1996
- Horst Albach (Ökonom) 2008
- Helga Albert-Schulz 2011
- Brigitte Albrecht, Kaarst 2013
- Maria Alex 1991
- Walter Alfen 1995
- Juan Allende-Blin 2009
- Martyn Allies 1992
- Götz Alsmann 2019
- Otmar Alt, Hamm  2021
- Jürgen Althaus, Kreuztal 2017
- Adolf Althoff (Zirkusdirektor) 1995
- Maria Althoff (Artistin) 1995
- Stella Ananiadou 2007
- Erwin Angreß 1997
- Hilmar Ankerstein (Vorsitzender der Kölnischen Gesellschaft für Christlich-Jüdische Zusammenarbeit) 1986
- Ursula Maria Ansorge, Dorsten 2000
- Helmut Antoni 1990
- Franz-Josef Antwerpes 2020
- Günter Apsel 1991
- Max Hermann Archimowitz 1987
- Walter Arendt 1986
- Heinrich Aretz, Gangelt 2004
- Ersoy Arik, Duisburg 1999
- Benjamin Armon 1995
- Gottfried Arnold, Düsseldorf 2003
- Hans-Dieter Arntz, Euskirchen 2015
- Helmut Arntz, Elsdorf 2009
- Helmut Arntzen, Emmerich 2009
- Bruno Aßhoff 1988
- Ingeborg Aßhoff 1988
- Johannes Aßhoff 1989
- Werner Audretsch, Düsseldorf 2001
- Karl Auffenberg 1989

### B
- Achim Bachem 2007
- Ilse Baden 1995
- Kurt R. Baden 1995
- Egon Bahr 2010
- Rudi Bahr 1996
- Fatmire Bajramaj (Fußballspielerin) 2012
- Bernd-Stephan Baldin, Aachen 2012
- Klaus Balkenhol 1997
- Manfred Baller, Breckerfeld 2001
- Fred Balsam, Köln 2013
- Hans Bange 1989
- Ulrich Banken, Siegen 2018
- Helmut Bantz 1986
- Dietmar Bär, Berlin 2015
- Lidia Barejko-Knops, Rösrath 2012
- Rainer Barzel 1992
- Herta Bautendistel 1986
- Clemens Bauer 2009
- Helene Bauer 1997
- Gerhart Baum (Politiker) 2017
- Jürg Baur 1990
- Mustafa Bayram 2019
- Bernd Becher 1991
- Hilla Becher 1991
- Franz Beckenbauer (Fußballer und Fußballfunktionär) 2009
- Erwin Becker 1995
- Franz Becker (Unternehmer) 2007
- Helmuth Becker 2010
- Joseph Becker 1987
- Richard Becker 1989
- Wilhelm Becker, Arnsberg 2000
- Albert Beckers 1987
- Ilse Beckers, Düsseldorf 2001
- Thomas Beckmann (Cellist) 2007
- Johannes Georg Bednorz, Wolfhausen/Schweiz 2020
- Wilhelm Beermann, Bochum 2017
- Klaus J. Behrendt, Berlin 2015
- Fritz Behrens (Politiker) 2007
- Konrad Beikircher, Bonn 2001
- Uwe Beimfohr, Bad Salzuflen 1999
- Berthold Beitz 1986
- Else Beitz 1994
- Brunhilde Belau 1990
- Josef Bellerich, Heek 2018
- Hans Bender, Köln 1991
- Otto Benesch 1988
- Dov Ben-Meir 1988
- Rudolf von Bennigsen-Foerder 1989
- Barbara Bentele, Köln 2022
- Karlheinz Bentele, Köln 2022
- Christian Fürst zu Bentheim und Steinfurt 1988
- Petra Bentkämper 2024
- Iris Berben, Berlin 2020
- Andrea Berg, Aspach 2018
- Burckhard Bergmann, Hattingen 2004
- Fritz Bergmann 1994
- Karl van Berk 1990
- Raghilt Berve, Bonn 2021
- Horst Bessel, Viersen 2018
- Werner Bessel 1989
- Roswitha und Erich Bethe, Bergisch Gladbach 2012
- Hermann-Josef Beu, Leverkusen 2001
- Karl Bewerunge 1987
- Lothar Bewerunge 1986
- Alfred Beyer, Mülheim an der Ruhr 2015
- Margarete Bick 2011
- Ernest Stephen Bieberfield 1990
- Kurt Biedenkopf (Politiker) 2017
- Christoph Biemann, Köln 2019
- Helmut Bienk 1994
- Rudolf Biermann, Kreuztal 2017
- Mechtild Bierschbach 2007
- Edith Biewend 1990
- Fritz Bilz, Köln 2016
- Alfred Biolek 1994
- Diether Bischoff 1994
- Friedrich Bischoff, Hattingen 2000
- D. Klaus von Bismarck 1986
- Joseph-Theodor Blank 2007
- Walter Blassat 1987
- Heinz-Josef Blastik, Rheinberg 1999
- Rudd Bleijerveld, Amsterdam/Niederlande 2004
- Gertraude und Helmut Bleks 1995
- Dieter Blumenberg 1997
- Hans Manfred Boden 2022
- Helmut Bockhoff 1986
- Friedrich Böckmann 1992
- Ernst Boekels, Tönisvorst 2016
- Karin Boekler 1997
- Klaus Otto Böhlhoff, Düsseldorf 2001
- Horst Bohlmann, Hüllhorst 2014
- Willi Bokel 1997
- Johann Bolten, Mönchengladbach 2001
- Fahriye Bolulu 2011
- Henrik Bonde-Henriksen 1988
- Jochen Borchert, Bochum 2018
- Heinrich Borge, Baesweiler 2000
- Hugo Borger 1992
- Walter Borger, Velbert 2001
- Hans Günter Borgmann 1997
- Dankward Börngen 1993
- Kurt Bornhoff 1987
- Brigitte Borsdorf 2009
- Peter Borsdorff 2023
- Bettina Böttinger 2009
- Horst Bourmer 1997
- Aran Bozkurt 1993
- Serdar Bozkurt, Duisburg 2015
- Karl Dietrich Bracher 1993
- Dietrich Bracht 1997
- Harald Brand (Journalist) 2007
- Heiner Brand (deutscher Handballbundestrainer und ehemaliger Handballspieler) 2007
- Claudia Brandt, Bonn 2003
- Ilona Brandt, Bonn 2003
- Jürgen Brandt 1997
- Richard Brandt 1993
- Bruno Otto Braun 2007
- Egidius Braun (ehemaliger DFB-Präsident) 1995
- Sabine Braun, Bochum 2001
- Eugenie Brecher 1995
- Eberhard Brede, Bad Neuenahr 2003
- Karl Breer, Iserlohn 1999
- Theo Breider 1986
- Heinrich Breloer (Regisseur) 2006
- Johannes Breloer 1986
- Wilfried Brennecke 1992
- Linda Bresonik (Fußballspielerin) 2011
- Agnes Breuer 1996
- Michael Breuer (Staatsminister a. D.), Erftstadt 2018
- Heidrun Brieskorn 2023
- Annemarie Brinckmann 1988
- Hermann Brinkmann 1989
- Edna Brocke (Judaistin) 2006
- Anna Maria Brockmann 1990
- Elmar Brok, Bielefeld 2017
- Peter Bronnenberg 2006
- Till Brönner, Berlin/Witten 2019
- Heinrich Bross 1991
- Erich Brost 1986
- Günther Broszeit, Bottrop 2000
- Hans Brox 1994
- Ernst Brücher 1991
- Helmut Brühl, Bornheim 2020
- Kurt Brumme 1993
- Anke Brunn (Staatsministerin a. D.), Köln 2015
- Christa Bruns 1991
- Ilse Brusis, Dortmund 2013
- Herbert Brüster 1991
- Lothar Bub, Kreuztal 1999
- Karl Heinz Büchel 1993
- Peter Buchholz 1994
- Adelheid und Stephan Buchkremer 1987
- Ludwig Budde 1994
- Willi Budde, Mülheim an der Ruhr 2003
- Hiltrud Buddemeier-Ennenbach, Herne 2013
- Norbert Bude (vorm. Vorsitzender des Städtetages Nordrhein-Westfalen und Oberbürgermeister a. D.), Mönchengladbach 2018
- Georg Budke (Politiker) 1991
- Hermann Bühlbecker, Aachen 2018
- Gisela Bueren 1993
- Günter Buhlmann, Mönchengladbach 2003
- Reinhard Bulitz, Duisburg 2000
- Bernhardt Bünck, Duisburg 2003
- Klaus Bungert (Politiker) 1986
- Wilhelm Bungert 1995
- Christa Burghardt (Geschäftsführerin des Deutschen Kinderschutzbundes Hagen) 2008
- Herta Burghardt 1993
- Margot Burmann, Meschede 2018
- Bettina Busch, Köln 2022
- Kurt Busch, Essen 2001
- Thomas Busch, Solingen 2019
- Hermann Buschfort (Politiker) 1989
- Alfred Bußmann 1992
- Jürgen Büssow 2021
- Rolf Buttler (Journalist) 1995

### C
- Hugo Cadenbach (Privatbankier und Diplomat), Aachen 1992
- Fredi Camminadi (Altbürgermeister von Hemer) 2001
- Luise Carson, Düsseldorf 2018
- Claus Hinrich Casdorff 1991
- Albert Caspers 1996
- Erol Celik 2012
- Gustav Chalupa, Baden/Österreich 2000
- Bodo Champignon (Politiker) 2012
- Samy Charchira 2020
- Remigius Chmurzynski (Theologe) 1995
- Friedrich Wilhelm Christians 1987
- Hans-Otto Christiansen, Düsseldorf 2001
- Roberto Ciulli 1994
- Hilde Claussen, Münster 2000
- Wolfgang Clement
- Esra Cohn (Vorsitzender des Landesverbandes der Jüdischen Gemeinde Nordrhein) 2007
- Karl Otto Conrady (Literaturhistoriker) 2003
- Gérard Corboud, 1807 Blonay 2012
- Walter Cordes 1987
- Anthony Cragg, Wuppertal 2018
- Albrecht von Cossel 1986
- Ludwig Creder 1991
- Gerhard Cromme 2007

### D
- Helmut Dahm (Historiker und Archivar) 1990
- Margaret und Günter Danek 2011
- Hans Daniels (Politiker) 1987
- Michael Ulrich Dardenne (Mediziner) 1994
- Willy Decker 2007
- Johann Deckers 1987
- Erwin Degen, Bottrop 2000
- Manfred Degen, Marl 2013
- Heinz-Horst Deichmann (Unternehmer) 1989
- Hans Demmer 1999
- Gunter Demnig 2019
- Diether Deneke (Politiker) 1987
- Volrad Deneke (Journalist und Politiker) 1994
- Erika Denker, Wilnsdorf 2017
- Karl Josef Denzer (Präsident des Landtages NRW) 1986
- Anneliese Dersen, Krefeld 2001
- Walter Derwald 1992
- Manfred Deselaers (Pfarrer) 2013
- Günther Detert, Wesel 2001
- Richard Deutsch 1997
- Fritz Deutzmann 1994
- Josef Peter Devers, Rheinberg 2000
- Luise Dick 1986
- Jochen Dieckmann (Politiker) 2007
- Karl Diekmann 1995
- Lieselott Diem (Sportpädagogin) 1986
- Erika Margarete Dienstl, Stolberg 2001
- Jürgen Dietrich, Lüdenscheid (Bürgermeister) 2004
- Regina van Dinther 2005
- Siegfried Dißmann 1986
- Titus Dittmann 2009
- Ulf Dittmer (Virologe) 2025
- Karl Dlugos 1992
- Werner Doede 1989
- Johannes Doehring (Theologe) 1986
- Richard Dohse 1988
- Hilde Domin (Schriftstellerin) 1988
- Klaus Dönecke, Düsseldorf 2016
- Albert Donnepp 1989
- Inge Donnepp 1996
- Friedrich Dopheide 1989
- Heinz Döring 1992
- Frieda Luise Dornberg 1987
- Ernst Dossmann (Architekt) 2007
- Nikolaus Johann Dott, Hürth 2003
- Laura Dreischärf 1992
- Kurt Dreist, Düsseldorf 1999
- Hermann Drese 1986
- Heinz Dresing 1986
- Heinz Dressel 1989
- Kurt Dressel, Herdecke 2000
- Franz-Josef Dreyhaupt 1996
- Wolfgang Drösser, Brühl 2021
- Wilhelm Droste 1995
- Felicitas Drummen 1995
- Thomas Druyen, Düsseldorf 2018
- Irmgard und Volker Dudek, Duisburg 2019
- Erwin Düker 1997
- Theresia Dullen 1996
- Hermann-Josef Dusend (Kommunalpolitiker) 2006
- Helga Dwinger 1995

### E
- Dieter Ebert 1997
- Julius-Moritz Freiherr und Sitta Freifrau von Eckardstein 1995
- Hanna Eckardt 1996
- Heide Ecker-Rosendahl 1989
- Helmut Eckert, Alsdorf 2001
- Nazan Eckes, Köln 2021
- Friedrich Wilhelm Eckhoff 1997
- Curt Edeling 1991
- Hans Ehlers 1994
- Ludwig Eichhorn (Politiker) 1992
- Johanna Eichmann (Ordensschwester St. Ursula) 2006
- Hermann-Josef Eicker, Geldern 2017
- Hans-Helmut Eickschen, Moers 2014
- Wilhelm von Eiff 1994
- Heinz Eikelbeck 1995
- Riad El-Assil, Dortmund 2016
- Helmut Elfring 1993
- Fritz Eller (Architekt) 1993
- Carolin Emcke 2020
- Vural Emre 1992
- Martha Engfeld 1993
- Walter Erasmy (Journalist) 1988
- Manfred Erdtmann, Kamen (Bürgermeister) 2003
- Kornelius und Lieselotte Erdweg 1987
- Alberto Erede 1991
- Wilhelm Erfurt, Schwelm 2017
- Joseph Franz Ernst, Paderborn 2001
- Elisabeth Ernsting, Coesfeld 2001
- Kurt Werner Ernsting, Coesfeld 2001
- Richard Erny 1989
- Ferdinand Esser, Rosenheim 2004
- Judith Esser Mittag 2009
- Aletta Eßer 1988
- Hans Günter Ettrich, Castrop-Rauxel 1999
- Wilhelm Eubel, Troisdorf 1999
- Barbara Eufinger, Solingen 2017
- Johannes Eulering 2008
- Wilhelm Evers, Ratingen 2001
- Walter Eversheim 1988
- Egon Evertz, Solingen 2012
- Reinhold Ewald, Köln 2020
- Hans Lorenz Ewaldsen (Industriemanager) 1988
- Gerhard Wilhelm Eyckers 1991

### F
- Christoph Faber 1993
- Willi Fährmann 2011
- Fairgrieve Hall William 2001
- Paul Falk
- Franz Falke, Senden 2001
- Hartmut Falkenberg, Krefeld 2004
- Ellen Falout 1995
- Helmut Falter 2005
- David Faran-Frankfurter 1988
- Friedhelm Farthmann (Politiker) 2006
- Hans-Günther Fascies, Sendenhorst 2020
- Hans-Joachim Fasel, Leverkusen 2021
- Heribert Faßbender, Leverkusen 2001
- Herbert Faust (Politiker) 1993
- Jens Feddersen 1987
- Wolfgang Fehl 1996
- Heinz Feldhege (Politiker) 1993
- Ulrich Feldhoff (Sportfunktionär)
- Anni-Elisabeth Felmecke 1995
- Heinz Fennekold, Dortmund 2013
- Bergit Felsenfeld, Velbert 2015
- Cataldo Don Ferrarese 1997
- Heinz-August Feuerbaum 1994
- Angela Feuerstein, Dortmund (Informatikerin) 1999
- Eckhardt Fiedler 2007
- Hilde Fiedler 1995
- Werner Figgen 1990
- Eberhard Firnhaber 1994
- Birgit Fischer (Politikerin) 2017
- Fritz Fischer (Politiker) 2002
- Karl Fischer 1986
- Guntram Fischer 1989
- Walter Fischer 1996
- Norbert Fischer 1997
- Fritz Emil Fischer, Iserlohn 2003
- Ingeborg Fischer 2008
- Josef Fitzek, Köln 2000
- Hermann Flieger 1993
- Jürgen Flimm (Theater- und Opernregisseur) 2006
- Katharina Focke (Politikerin) 1993
- Helmut Foerster 1987
- Walter Först 1986
- Else Förster 1989
- Sir Norman Foster 1995
- Theodor Wilhelm Frank 1986
- Martha Franken 1996
- Philomena Franz, Bergisch Gladbach 2013
- Gisela Freier, Adenau-Reifferscheid 2014
- Dagmar Freitag, MdB, Iserlohn 2014
- Eberhard Fricke, Wesel 2000
- Ingeborg Friebe 1990
- Otto Friesike 1992
- Johannes Fröhlings 1997
- Heinrich Frommknecht 1994
- Hannelore Fuchs 1990
- Peter Fuchs 1995
- Ilona Füchtenschnieder-Petry 2011
- Clemens Fuhrmann, Duisburg 2000
- Heinz Fuhrmann, Witten 2019
- Otto Fuhrmann 1987
- Franz-Ludwig Fuhrmeister, Herzogenrath 2000
- Rolf Füllgräbe (Politiker) 1992
- Heinz Peter Funcke, Essen 2004
- Liselotte Funcke 1986
- Alexander Funke 1989
- Hubertus von Fürstenberg, Olsberg 2018

### G
- Kurt Gabriel 1995
- Hildegard Gahlen 1992
- Eberhard Galley 1992
- Leopold Gallien 1988
- David Garrett 2011
- Marcel Gärtner 1989
- Günter Garz 1990
- Hans Garwer 1986
- Rolf D. Gassen (Politiker), Langenfeld 1999
- Karl Gatzweiler 1993
- Hans Michael Gaul, Düsseldorf 2004
- Dieter Gebhard 2023
- Astrid Gehlhoff-Claes 1990
- Ulrich Gehre 1996
- Karl Friedrich Gehring 1990
- Fred Werner Gehrke 1987
- Helmut Geiger 1994
- Minna Geiling 1994
- Gershon Gelman 2014
- Konrad Gelzer 1994
- Mevlüde Genç, Solingen 2015
- Angela Genger, Ratingen 2015
- Hans-Dietrich Genscher (Politiker, ehem. Außenminister der BR Deutschland) 2007
- Walter Gensior 1988
- Götz George 1996
- Konrad Gerasch 1994
- Gotthard Gerber, Iserlohn 2000
- Anton Gerdemann 1989
- Rudolf Gerhartz 1989
- Hans Gerhold 1996
- Helmut Siegfried Gerigk 1991
- Helga Germakowski 2009
- Manfred Germar (Leichtathlet) 1988
- Eugen Gerritz, Krefeld 2003
- Alexander Gerst, Köln 2019
- Theresia Gerwing 2023
- Karen Gesierich 1997
- Johannes Michael Geuenich 1991
- Karlheinz Gierden 1997
- Peter Giesen, Jüchen 2000
- Friedhelm Gieske, 1992
- Eberhard Gilles 1997
- Helmut Ginko 1990
- Alexander Ginsburg (Generalsekretär des Zentralrats der Juden in Deutschland) 1986
- Ralph Giordano 1992
- Wilhelm Glösekötter, Rheine 2001
- Karl-Detlev Göbel, Hilden 2004
- Ulrich Göbel, Hilden 2015
- Hubert Göbels 1995
- Gerd Goch 1986
- Curt Göckus 1995
- Carina Gödecke (Landtagspräsidentin) 2012
- Roger Goepper 1991
- Daniel Goeudevert 1991
- Leonid Goldberg 2012
- Werner Goling 1989
- Bruno Goller (Maler) 1988
- Hubertus Gollnick 1993
- Horst Dieter Gölzenleuchter, Bochum 2018
- Andrzej Górak, Witten 2018
- Robert Gossink 2005
- Arnold Gottfried 2003
- Karl Otto Götz (Maler) 1989
- Sophie Götzke 1995
- Mario Götze 2020
- Herbert Gövert 2019
- Jannis Goudoulakis 1996
- Volker Grabow, Witten 2001
- Jürgen Gramke 1992
- Martin Grasznick 1993
- Anita Graumann 1992
- Franz Grave (Weihbischof in Essen) 2006
- Ilse Gräve 1991
- Helga Grebing 1991
- Hans-Ulrich Greffrath 1994
- Franz Greiß 1986
- Horst Griese (Politiker) 1995
- Gabriela Grillo, Mülheim an der Ruhr 2001
- Ulrich Grillo (Wirtschaftsführer) 2008
- Helga Grimberg 1991
- Edelgard Berta Gringel, Datteln 2000
- Inka Grings (Fußballspielerin) 2011
- Hans van der Grinten 1992
- Franz Joseph van der Grinten 1992
- Thomas Grochowiak (Maler) 1988
- Michael Groschek 2023
- Ella Große-Wächter 1995
- Horst Grosspeter 2010
- Elfriede Grote 1986
- Karl Peter Grotemeyer 1991
- Claus Groth 1994
- Leo Fritz Gruber (Gründungsmitglied der Deutschen Gesellschaft für Photographie) 1995
- Rainer Gruenter 1986
- Max von der Grün 1991
- Peter Grünberg (Physiker, Nobelpreisträger) 2008
- Karl Heinz Grüneke 1996
- Brunhilde Gruner 1986
- Dirk Grünewald (ehemaliger IHK-Präsident) 2006
- Richard Grünschläger, Witten 2019
- Joseph Grüter 1986
- Eleonore Güllenstern 1992
- Roland Günter 2025
- Onur Güntürkün 2011
- Hildegard Guth 1989

### H
- Walter Haas (Gewerkschafter) 2006
- Elisabeth Haase 1991
- Chaim Haberfeld 1994
- Heinz Haep 1996
- Wilfried Hagebölling, Künstler, 2012
- Friedrich Hagemeier 1991
- Adelheid Gräfin vom Hagen, Olfen 2003
- Ulla Hahn, Hamburg 2010
- Karl-Heinz Hahne, Mülheim 2001
- William Fairgrieve Hall, Goch 2001
- Friedrich Halstenberg 1989
- Hans Werner Hamacher, Köln 2003
- Marie-Luise Hambücker 2005
- Arnold Hammes 1992
- Wilhelm Haneke 1991
- Henrik Hanstein, Zülpich 2021
- Ursula Happe (Schwimmerin) 1996
- Heinz Hardt, Düsseldorf 2017
- Wilhelm Hartkopf (Politiker) 1990
- Helga Hartmann, Neuss 2000
- Margret Hartmann 1996
- Ulrich Hartmann 2005
- Eva Maria Haruna, Essen 2001
- Friedrich Haßbach, Düsseldorf 2003
- Thekla Hasselhuhn 1996
- Erivan Haub (Unternehmer) 2007
- Rolf Hauch 2005
- Herbert Hauck 1997
- Harald zur Hausen, Wald-Michelbach 2020
- Hansheinz Hauser (Politiker) 1997
- Bernhard Hausmann 1992
- Dieter Häussinger, Nördlingen 2020
- Dunja Hayali, Berlin 2016
- Bernd Hebbering 1996
- Erich Heckelmann, Grevenbroich 2001
- Peter Heesen (Bundesvorsitzender des Deutschen Beamtenbundes) 2009
- Ute Heid, Wachtberg 2014
- Günter Heidecke 1988
- Britta Heidemann 2021
- Ursula Heiderich, Syke 2001
- Ursula Heindrichs 1992
- Heinz-Richard Heinemann (Schokoladenproduzent) 2009
- Helmut Heinen 2022
- Arno Heinrich 1997
- Barbara Heinz, Dortmund 2016
- Wolfgang Heinz 1993
- Otto Wilhelm Heinze 1987
- Udo Heinze, Kamen 2004
- Engelbert Heitkamp 1996
- Anneliese Hellbeck, Hamm 2003
- Dietmar Helm, 2022
- Paul Josef Hemmert, Oberhausen 2004
- Karin Hempel-Soos (Schriftstellerin) 2009
- Johann Hemrich 1988
- Augustinus Heinrich Graf Henckel von Donnersmarck 1996
- Florian Graf Henckel von Donnersmarck (Filmregisseur) 2007
- Barbara Hendricks, Politikerin, 2012
- Renate Maria Hendricks, Bonn 2003
- Werner Henke, Paderborn 2004
- Gabriele Henkel 2009
- Heike Henkel 1997
- Margarete Hennig, Voerde 2000
- Margret Hennigs, Bielefeld 2003
- Ernst Dieter Hens, Köln 2003
- Lothar Hentschel 2001
- Hermann Henze 1995
- Leni Henze-Lohmar 1995
- Peter Herkenrath (Maler) 1987
- Heinz-Willi Hermanns, Erkelenz 2003
- Gertrud Herold 1996
- Heinz Karl Herrtrampf, Köln 2000
- Wiltrud Herrtrampf, Köln 2000
- Ingeborg Hesse, Hamm 2019
- Wilhelm Adolf Hesse, (Willy), Arnsberg 2017
- Wolfgang Hesse (Politiker) 1991
- Gerd Heusch, Neuss 2017
- Dieter Heuskel, Ratingen 2003
- Hansgünther Heyme 1996
- Hermann Hibbeler, Lage 2014
- Werner Hick, Hamminkeln 2000
- Joseph Franz Peter Hilbrand, Herten 2001
- Werner Hildebrand 1990
- Heinz Hilgers, Dormagen 2015
- Heinrich Carl Hille 1996
- Peter Hillebrand, Bergisch Gladbach 2017
- Heinz Himmels 2007
- Helmut Hirsch 1988
- Heinz Hitpaß 1987
- Günther Hochgartz 1990
- Werner Höcker 1991
- Matthias Hoeren 1990
- Hermann Hofberg 1989
- Günter Hofer 1993
- Horst Hoferichter, Unna 2004
- Heinrich Höffken 1994
- Christel Annemarie Hoffmann 2005
- Frank Hoffmann 2019
- Heinz Hoffmann 1990
- Hilmar Hoffmann (Kulturfunktionär) 2007
- Almuth Höfker 1993
- Mechthildis Höflich 1993
- Bärbel Höhn (Staatsministerin a. D.), Oberhausen 2018
- Wolfgang Hölker (Verleger) 2010
- Ursula Holl (Fußballspielerin) 2011
- Wildor Hollmann (Sportmediziner) 1993
- Margarethe Holtermann 1990
- Heinz Holtmann 2021
- Herbert Wilhelm Hölters, Krefeld 2001
- Fritz Holthoff 1987
- Ralf Holtmeyer, Dortmund 2001
- Uwe Holtz 2001
- Ursula und Heribert Hölz, Neukirchen-Vluyn 2021
- Berthold Holzgreve, Bochum 2001
- Heinrich Homann 1997
- Bodo Hombach (SPD-Politiker) 2006
- Petra Anna Homberg, Menden 2013
- Rudolf Hönerhoff 1987
- Cornelis van Honk, Düsseldorf (Generalkonsul) 2004
- Werner Hoppe (Rechtswissenschaftler und Rechtsanwalt) 1992
- Heinz Horn 1988
- Heinz Horn 1995
- Hedvika Hornstein 1986
- Helmut Horst 1990
- Axel Horstmann, Enger (Politiker) 2013
- Walter Hostert 1993
- Hans Houben 1991
- Waldtraut Hoven (Umweltaktivistin) 2009
- Helmut Hoyer, Hagen 2017
- Horst Hrubesch 2019
- Christoph Hübner, Witten 2003
- Gabriele Hübner-Voß, Witten 2003
- Gertrud Hudenborn (Professorin für Pflege und Pflegewissenschaft) 2008
- Jürgen-Benedikt Hüffer, Münster 2018
- Wolfgang Hufschmidt, Essen 2015
- Klaus Hülshoff 1991
- Barbara Hümer 2011
- Alan Charles Hunt 1995
- Rosa Huppertz 1986
- Franz Huppertz 1987
- Hanns Dieter Hüsch 1988
- Heinz Günther Hüsch 2007
- Karl Hüske 1990
- Norbert Hüsson 2021
- Ilse Hütt 1992

### I
- Klaus Imhoff 1992
- Hans Imhoff 2004
- Anton Immendorf 1996
- Teruyoshi Inagawa 1995

### J
- Gertrud Jabs 1986
- Franz Jacoby 2019
- Annette Jäger 2012
- Karin Jäger 2023
- Sigrid Jäger 1986
- Ulla Jäger 1994
- Hajo Jahn (Journalist und Vorsitzender der Else-Lasker-Schüler-Gesellschaft) 2010
- Bruno Jäkel 1986
- Annette und Ernst Jansen-Winkeln, Mönchengladbach 2019
- Hermann Jansen, Mönchengladbach 2001
- Kurt Janusch 1993
- Manfred Jenke 1991
- Ruth Joachim, Bochum 2017
- Margarethe Jochimsen 1997
- Reimut Jochimsen 1991
- Arno Jochums
- Hermann-Josef Heinrich Johanns 2007
- Wilfried Johnen, Düsseldorf 2017
- Hans Jonas 1987
- Horst Jordan 1987
- Georg Jöstingmeier 1986
- Friedrich Joussen, Duisburg 2015
- Rudolf Judith 1991
- Jean Jülich (Widerstandskämpfer und Gastwirt)
- Johann Josef Jülich, Köln 1999
- Elfriede Jung 1996
- Hilde Junker-Seeliger 1986
- Jochen Jurettko, Düsseldorf 2003
- Jenny Jürgens, Düsseldorf 2017
- Karl-Theodor Jürgens, Dortmund 2003
- Gerhard Jussenhoven 1995

### K
- Günter Kaebe 1992
- Theresia Kaesler 1994
- Mauricio Kagel 1993
- Eduard Kaiser 1988
- Gert Kaiser, Mettmann 2001
- Roland Kaiser, Münster 2012
- Clemens Kaiser-Breme 1987
- Michael Johannes Kalka, Köln 2003
- Gerda Kalle-Menne, Marl 2017
- Heinz Kaminski 1996
- Helmut Kamulski 1987
- Werner L. Kanthak 1996
- Robert Karas 1992
- Hans-Jürgen Karpe, Algier/Algerien 2003
- Walther Kaschlun 2011
- Alexandra Kassen (Leiterin des Theaters Senftöpfchen in Köln) 1993
- Hans Katzer 1989
- Horst Katzor 1994
- Hugo Ernst Käufer (Schriftsteller) 2007
- Pierre Kauffmann 1988
- Franz-Xaver Kaufmann, Bielefeld 2001
- Johann Kauhsen 2005
- Gerhard Kegel (Jurist) 2005
- Friedhelm Kegelmann, Rhede 2017
- Hans-Peter Keitel, Essen 2004
- Horst Walter Keller 1987
- Maite Kelly, Köln 2012
- Tayfun Keltek (SPD-Politiker) 2008
- Franz-Josef Kemper, Paderborn 2004
- Karl Heinz Kenn 1993
- Hape Kerkeling (Komiker und Entertainer) 2007
- Margarete Kersten, Gelsenkirchen 2004
- Ralf Kersting, Olsberg 2017
- Mechthild Kesting, Essen 1999
- Gerhard Kienbaum 1990
- Jochen Kienbaum, Lohmar 2020
- Paul Kieras 1990
- Erich Kilian 1990
- Gustav Kilian 1986
- Hugo Hyon Kim 1997
- Otto Winfried Kimmel, Ibbenbüren 2001
- Markus Kaminski (Soldat), Paderborn 2010
- Friedel Kinner, Büren 2000
- Jochen F. Kirchhoff 1987
- Elfriede Kirsch 1990
- Wilfried Kisker 1995
- Gesine Klack, Versmold 2021
- Adam Wilhelm Klein 2012
- Hanspeter Klein 2021
- Marianne Kleiner 1989
- Claudia Kleinert 2023
- Brigitte Klesse 1995
- Bernhard Klever 1996
- Claas Kleyboldt, Köln 2001
- Maria Kliegel (Cellistin) 1999
- Ingrid Klimke, Münster 2016
- Reiner Klimke 1986
- Hermann Klingler 1991
- Carl Klinkhammer 1992
- Christine Klissenbauer 1991
- Hans-Ulrich Klose (Politiker) 1990
- Heinrich Kloten 1992
- Peter Klug, Leverkusen 2001
- Wilma Klüners, Meerbusch 2000
- Wilhelm Knabe (Forstwissenschaftler und Politiker) 2007
- Hugo Knauer (Politiker) 1997
- Heribert Knecht, Hallenbert 2021
- Franz-Josef Knieps, Köln 2017
- Friedhelm Knops 1994
- Paul Kobus 1989
- Hans Koch 1986
- Harald Koch 1987
- Heiner Koch (Weihbischof in Köln) 2007
- Heinz Paul Koch 2007
- Hermann Koch 1989
- Rolf Koch, Bottrop 2000
- Fritz-Joachim Kock, Willich 2014
- Manfred Kock (ev. Theologe) 2007
- Helmuth Koegel-Dorfs 1995
- Josef Kohaus 1990
- Wilhelm Kohl (Historiker) 1990
- Paul-Reiner Koerfer (Herzchirurg) 2005
- Edeltraud Köhler 1986
- Herbert Willy Köhler (Politiker) 1989
- Joseph Köhler (Politiker) 1986
- Wolfram Köhler, Journalist, 1999
- Fritz Kohlmeier (Politiker) 1986
- Julie Kolb 1989
- Fritz Kollorz 2009
- Dorothea Konrad 1987
- Wolfram Kons, Neuss 2020
- Birgit Köppe-Gaisendrees 2022
- Walter Kopperberg, Marienheide 2018
- Josef Koppenburg 1995
- Hilmar Kopper (Bankmanager) 1992
- Reiner Körfer (Herzchirurg) 2005
- Bernhard Korte (Mathematiker) 1993
- Karl-Rudolf Korte 2025
- Heinz Kossek 1986
- Peter Kossen, Lengerich 2020
- Heinz Kossiek 1986
- Dieter Kosslick 2023
- Margarete Köster 1986
- Paul Köster 1989
- Thomas Köster (Wirtschafts- und Verbandspolitiker) 2008
- Heinrich Köstering 1993
- Anna Kottenstedt 1993
- Bernhard Kötting (Kirchenhistoriker) 1986
- Monika Kracht, Düsseldorf 2012
- Katharina Kraemer, Frechen 2003
- Konrad Kraemer (Politiker) 1988
- Paul R. Kraemer und Käthe Kraemer (Unternehmer)
- Ernst Kraft 1995
- Hannelore Kraft
- Peter Kraft, Ratingen 2001
- Annike Krahn (Fußballspielerin) 2011
- Karl Krahn, Bielefeld 2013
- Heinrich-Josef Kramer, Essen 2014
- Hugo Kramer 1986
- Hans-Peter Krämer, Brühl 2004
- Herbert Krämer 2011
- Herma Kramm 1987
- Hans Dieter Krampe, Bottrop 2001
- Gerda Kratz 1987
- Wilfried Kratzsch, Düsseldorf 2018
- Ursula Kraus (Politikerin) 1993
- Alfred Krause (Gewerkschafter) 1993
- Hans Krause 1987
- Karl Krause, Oberhausen 2000
- Herta Kräußel 1997
- Henning Walter Krautmacher, Pulheim 2013
- Joseph Krautwald (Bildhauer) 1997
- Ingrid Krebs, Aachen 2022
- Rolf Krebs 2019
- Jörn Kreke, Hagen 1999
- Rainer Kreke, Köln 2016
- Kurt Peter Kremer (Architekt) 1997
- Guido Maria Kretschmer 2023
- Herbert Krille (Jurist) 1988
- Margret Krimitsas (Kommunalpolitikerin aus Vlotho)
- Gerda Krimshandl 1994
- Josef Krings (Pädagoge und Politiker) 1997
- Bernd Krispin (Gründer und 1. Vorsitzender Kinderglück Dortmund e.V.), Dortmund 2018
- Susanne Krispin (Gründerin Kinderglück Dortmund e.V.), Dortmund 2018
- Johannes Kroker 1988
- Georg Kroll (Unternehmer) 1992
- Manfred Kroll 1996
- Enrique Krombach, Buenos Aires/Argentinien 2004
- Manfred Kronen 1996
- Janusz Kroszel 1990
- Irmgard Kroymann 1993[1]
- Elisabeth Krumbein 1990
- Rolf Krumsiek (Jurist und Politiker) 2007
- Hedwig Kruse 1994
- Waltraut Kruse, Aachen 1999
- Leonhard Kuckart, Schwelm 2004
- Kenan Küçük, Lünen 2013
- Albert Kuhlmann 1993
- Hans Joachim Kuhlmann 1990
- Klaus Kuhlmann, Voerde 2020
- Heinz-Robert Kuhn 1988
- Heinz Kühn (ehemaliger Ministerpräsident) 1986
- Ruth Kühn, Siegburg 2020
- Harald Kühnen (Bankier) 1991
- Dietmar Kuhnt, Essen 2004
- Wolfgang Kuhr 2011
- Fritz Kulins 1991
- Ferdinande Kullmann 1988
- Elisabeth Küper (CDU-Kommunalpolitikerin) 1986
- Helmut Kupski, Frankfurt/Main 2004
- Josef Kürten (ehemaliger Oberbürgermeister der Stadt Düsseldorf) 2006
- Gisela Kurth, Düsseldorf 2000
- Wolfram Kuschke, Lünen 2018
- Theo Kutsch, Herzogenrath 2018
- Ernst Kuzorra (Fußballspieler) 1986

### L
- Ludwig Ladzinski, Bottrop 2018
- Augoustinos Lambardakis 1992
- Barbara Lambrecht-Schadeberg 2009
- Otto Friedrich Wilhelm von der Wenge Graf Lambsdorff (FDP-Politiker) 2006
- Norbert Lammert (Bundestagspräsident) 2008
- Günter Lamprecht 2001
- Anton Landmann 1991
- Heinz Landré (Politiker) 1989
- Helmar Lange 1986
- Herwig Lange 1986
- Wilhelm Langenhorst 1990
- Leonard Lansink, Berlin 2017
- Anne-Marie Lapsien 1991
- Armin Laschet 2017
- Anita Lasker-Wallfisch 2018[2]
- Simone Laudehr (Fußballspielerin) 2011
- Eberhard Laue 1994
- Martin Lauer (Leichtathlet) 1993
- Moshe P. Lauer 1988
- Waltraud Lauer (Politikerin) 1992
- Karl-Josef Laumann, Hörstel-Riesenbeck 2016
- Ingeborg Lauterborn, Dortmund 2016
- Klaus Ernst Lefringhausen 2006
- Franz-Josef Legewie, Köln 2022
- Claus Leggewie, Gießen 2017
- Anton Legner 1991 (Kunsthistoriker)
- Ellen Lehmann 1988
- Paul Lehmann 1989
- Arnulf Lehmköster, Vreden 2022
- Ursula Lehr, Bonn 2019
- Adalbert Leidinger 1993
- Albert Anton Leifert, Drensteinfurt 2004
- Lotte Lemke (Vorsitzende der Arbeiterwohlfahrt) 1986
- Georg Wilhelm Lemki 1992
- Karl Theodor Lemmen 1987
- Florian Lensing-Wolff (Zeitungsverleger) 1989
- Johannes Lentschik, Bottrop 2000
- Wilhelm Lenz (Politiker) 1986
- Erika Leske 1986
- Ulrike Letschert 2010
- Sabine Leutheusser-Schnarrenberger 2025
- Hedwig Levermann, Iserlohn 2000
- Carl Heinrich Lichtenstein 1989
- Lioba Lichtschlag 2019
- Jacob Lidar-Lipschitz 1990
- Rosemarie Liedschulte 2008
- Klaus Liesen 2001
- Helmut Limpert 1996
- Peter Lindbergh, Paris 2003
- Adelheid Lindemann-Meyer zu Rahden (Präsidentin des Deutschen Landfrauenverbandes) 1986
- Jürgen Linden 2019
- Udo Lindenberg 2010
- Elisabeth Lindner 1989
- Helmut Linssen 2019
- Maria Prinzessin zur Lippe und Stephan Prinz zur Lippe, Detmold 2020
- Anneliese Lissner 1991
- Hans Litterscheid, Langenfeld 2003
- Ernst Löchelt, Bottrop 2004
- Katrin Löffelhardt, Bielefeld 2016
- Sylvia Löhrmann 2022
- Karl Lohaus 1989
- Heinrich Lohmer 1994
- Dieter Lohmeyer 1996
- Heinz Loos 1991
- Ursula Loos 1997
- Alfonso López García, Siegen 2021
- Antje Lorenz und Rainer Lorenz 2010
- Wilhelm Loschelder 1988
- Wolfgang Löwer, Bonn 2017
- Gustav Lübbe 1988
- Irmgard Lubjuhn 1991
- Ingolf Lück, Köln 2016
- Antje Lücke 1996
- Theo Lücker 1992
- Peter Ludwig 1987
- Herbert Ludwig, Essen/Düsseldorf 2019
- Irene Ludwig 1990
- Ernst Dieter Lueg 1995
- Bernhardine Lüke 1994
- Elisabeth Lünenbürger 1989
- Hartwig Lürick 1989
- Reimar Lüst 1989
- Adolf Luther 1989
- Alfons Lütticke, Drolshagen 1990
- Heinrich Lützeler 1987

### M
- Klaus Jürgen Maack 1995
- Jacqueline van Maarsen-Sanders, Amsterdam 2016
- Theo Maas 1986
- Heinz Mack (Künstler) 1987
- Ilse Mademann 1990
- Heinz-Dieter Mahlberg, Bad Münstereifel 1999
- Linda Mai 2023
- Horst-Werner Maier-Hunke 2006
- Armin Maiwald, Köln 2019
- Kurt Malangré 2005
- Helge Malchow 2010
- Hans-Georg Malitz, Mettmann 2004
- Ruziye Malkus 2012
- Hubert Mallmann (Politiker) 1987
- Robert Malone 1992
- Lovro Mandac (Vorstandsvorsitzender Galeria Kaufhof) 2007
- Jürgen von Manger, Hagen, Schauspieler, 1990
- Marie-Luise Marjan, Hamburg/Köln 2014
- Margarete Martin 1993
- Siegfried Maruhn (Chefredakteur der WAZ) 1987
- Gisela Marx (Film- und Fernsehproduzentin) 2003
- Jacques Marx 2011
- Henry Maske (ehem. Boxweltmeister) 2008
- Helga Masthoff, Düsseldorf 2001
- Bernd Mathieu, Düsseldorf 2022
- Ehrhard Matschke, Krefeld 2000
- Hildegard Matthäus, Oberhausen 2003
- Bernd Mathieu, Baesweiler 2022
- Karl-Heinz Maurer 1999
- Cemil Mayadali, Moers 2012
- Albert Mayer, Meerbusch 2004
- Manfred Ludwig Mayer, Düsseldorf 2001
- Renate Mayntz 2011
- Angelika Mechtel (Schriftstellerin) 1994
- Miriam Meckel, Düsseldorf 2020
- Eberhard Freiherr von Medem (Verwaltungsjurist) 1989
- Udo van Meeteren (Unternehmer und Kunstmäzen) 1993
- Artur August Mehring 1989
- Irmgard von Meibom 1989
- Maren Meinert (Fußballspielerin) 2011
- Adrien Meisch, Luxemburg 2003
- Georg Meistermann 1986
- Heinz-Joachim Melzner (Betriebsrat) 2004
- Walter Mennekes, Kirchhundem 2004
- Fritz-Theodor Mennicken, Erkrath 2003
- Lucia Mennicken, Roetgen 2001
- Ulf Merbold (Astronaut) 1988
- Helmut Merkel 2007
- Yael Meroz, Jerusalem/Israel 1999
- Johann Baptist Metz 2018
- Christoph Metzelder 2011
- Josef Metzen 1992
- Wilhelm Metzer 1990
- Heinrich Meuffels, Geilenkirchen 2000
- Carl Meulenbergh 2019
- Franz Meurer, Köln 2020
- Harald Meurer, Alfter 2019
- Johannes Walter Meven 1987
- Heinz-Werner Meyer 1987
- Irmgard Meyer 1991
- Maria-Franziska Meyer 1989
- Erika Meyer zu Drewer, Meckenheim 2020
- Josef Meyer zu Schlochtern, Paderborn 2017
- Franz Meyers (Politiker) 1986
- Andreas Meyer-Lauber, Hagen 2017
- Gerhard Meyer-Schwickerath 1986
- Klaus Meyer-Schwickerath 2000
- Hartmut Meyer-Truelsen 1996
- Fritz Michael, Dortmund 1999
- Hans Michaelis 1993
- Klaus Michel 2011
- Peter Michels 1986
- Irith Michelsohn 2023
- Schwester Maria Magdelene (Agnes) Middendorf 1995
- Frank Middermann, Iserlohn 2000
- Hildegard Miedel, Meerbusch 2021
- Wolfgang Miehle 2005
- Gertrud Mierke 1986
- Paul Mikat 1986
- Hartmut Miksch, Düsseldorf 2015
- Heinrich-August Mikus 2023
- Willy Millowitsch (Volksschauspieler) 1989
- Wilhelm Minartz 1987
- Johanna Mirschel 1991
- Erich Mittelsten Scheid 1987
- Jörg Mittelsten Scheid 1996
- Walter Möbs 1996
- Egbert Möcklinghoff (Politiker) 1996
- Ralf Moeller (Schauspieler) 2010
- Hans-Joachim Möhle, Bonn 2000
- Elisabeth Mohn (Präsidentin der Stiftung Deutsche Schlaganfall-Hilfe) 2006
- Heinz Mohnen (Jurist und Oberstadtdirektor von Köln) 1994
- Frieda Mohr, Rheda-Wiedenbrück 2000
- Gerda Molkenthin 1997
- Wilhelm Möller 1986
- Franz Möller, Sankt Augustin 1999
- Hans Möller, Mönchengladbach 2000
- Ernst Mommertz, Köln 2017
- Hans Mommsen 1988
- Mieke Monjau 1993
- Carl Richard Montag 2009
- Werner Montag 1987
- Hermann Moog 1989
- Marie-Luise Morawietz (Politikerin) 1996
- Edgar Moron, Erftstadt 2017
- Reinhold Mosch 1990
- Armin Mueller-Stahl (Schauspieler) 2010
- Günter Müggenburg (Journalist) 1995
- Walter Mühlhausen, Wuppertal 2000
- Aloysius Muhmann 1990
- Bernhard Mülbrecht 2009
- Therese Müllejans 1997
- Anna-Maria Marianne Müllenborn (Schwester Stefanie) 2008
- Adolf Josef Müllender 1987
- Karl Josef Müllender 1987
- Egon Erwin Müller 1996
- Heinz Müller 1986
- Konrad Rufus Müller (Fotograf) 2006
- Kurt Müller 1992
- Volker-Martin Müller 2009
- Werner Müller 17. April 2018
- Helmut Müller-Brühl, Brühl 1999
- Franz Müller-Heuser (Konzertsänger) 1993
- Rudolf Gerhard Müller-Knapp, Herford 2000
- Roswitha Müller-Piepenkötter, Köln 2018
- Helmut Müller-Reinig (Journalist) 1990
- Karl Eugen Mummenhoff, Münster 2000
- Friedemann Freiherr von Münchhausen 1986
- Hans-Joachim Münzner, Waltrop 2000
- Hans Wolf Muschallik (Internist) 1993
- Wilhelm Müser (Politiker) 1991
- Bernhard und Anna Mussmann 1987

### N
- Karl Nagel (Politiker) 1996
- Ulrike Nasse-Meyfarth (Hochspringerin und Olympiasiegerin) 1996
- Alfred Naumann 1989
- Helmut Naunin, 1990
- Reiner Nause, Oberhausen 2001
- Karl Heinz Nawarotzky, Moers 2014
- Silvia Neid (Fußballspielerin) 2011
- Gerhard Neipp, Essen 2000
- Hans-Joachim Neisser, Düsseldorf 2003
- Maria Neiteler 1990
- Paul Arnold Nelles (Jurist und Politiker) 1994
- Steffi Nerius (Sportlerin) 2008
- John van Nes Ziegler (Politiker) 1986
- Herbert Neseker (Jurist und Direktor des Landschaftsverbandes Westfalen-Lippe) 1991
- Dietrich Graf von Nesselrode 2011
- Bernd Nettelbusch 1997
- Günter Netzer (ehem. Fußballspieler) 2008
- Friedel Neuber (Bankmanager und Politiker) 1987
- Ilse Neuberger 1988
- Rupert Neudeck 2007
- Manuel Neuer (Sportler) 2019
- Egbert Heinrich Josef Neuhaus 2010
- Günter Neuhaus 1995
- Friedrich August Neumann 1986
- Helmut Neumann, Herzogenrath 1999
- Edgar Neutzer, Münster 2000
- Kurt Neuwald, Gelsenkirchen 1986
- Alfred Franz August Neven DuMont (Verleger) 1986
- Hedwig Neven DuMont 2009
- Van Ri Nguyen, Mönchengladbach 2013
- Wolfgang Niedecken 1995
- Wolfgang Nielsen (Wuppertaler Tafel) 2006
- Walter Nienhagen, Siegen 2001
- Gustav Niermann 1986
- Horst Niggemeier 1991
- Vassilios Nikitakis, Köln 2021
- Karl Nolden 1991
- Michaela Noll 2023
- Hermann Nolte 1989
- Margret Nölting 2010
- Anna Eleonore Hildegard Nordsieck 1987
- Harald Norpoth (Mittelstreckenläufer) 1991
- Walter Nowoczin 1994
- Friedrich Nowottny (Journalist)  1986
- Dieter Nuhr, Ratingen 2017
- Franz Nuscheler, Duisburg 2001

### O
- Günter Oberpenning, Rödinghausen 2001
- Masao Oda 2000
- Barbara Oertel-Burduli 1997
- Richard Oetker 2011
- Hans Henning Offen, Groß Hansdorf 2003
- Dieter Offergeld, Münster 2001
- Minoru Ohnishi 1992
- Ute-Henriette Ohoven, Düsseldorf 2004
- Osman Okkan (Journalist und Filmemacher) 2012
- Ilse Oldendorf 1988
- Heinz Oliven 1992
- Johanna Oller 1991
- Wolfgang Franz Friedrich Opferkuch, Bochum 2001
- Dietrich Oppenberg 1986
- Alfred Freiherr von Oppenheim, Köln 2004
- Gerd Osenberg (Leichtathletiktrainer) 1995
- Friedhelm Ost (Journalist, ehemaliger Bundestagsabgeordneter, Regierungssprecher) 2006
- Rolf Ostermann, Witten 2017
- Erika Ostermeier 1991
- Fritz Ostermeyer 1992
- Hermann Otto, Siegen 2017
- Ingeborg Otto, Hagen 2018
- Christel Ottowski 1995
- Wolfgang Overath, Köln 2019
- Egon Overbeck (Manager) 1987
- Bernhard Overhues 1992

### P
- Frank Paetzold, Mönchengladbach 2015
- Hans-Georg Paffrath 1994
- Theo Pagel 2025
- Helmut Pakulat 1995
- Siegfried Palm 1989
- Spyridon Papaspyrou 2007 (posthum)
- Christiane Pape 2007
- Ernst Pappermann, Köln 2001
- Olivo Pastorelli, Kerpen 2000
- Bernhard Paul (Zirkusdirektor und Clown) 1994
- Wolfgang Paul 1993
- Helene Paulsen 1993
- Klaus Pavel Belgien 2018
- Heinz Pensky 1992
- Hans-Joachim Peters, Mönchengladbach 2004
- Johannes Peters 1986
- Klaus Peters, Wuppertal 2003
- Fritz Petersdorff 1988
- Oswald Petersen 1987
- Platon Petrides 1992
- Harald von Petrikovits (Archäologe) 1992
- Hilarion Petzold, Erkrath 2017
- Friedel Pfeiffer 1995
- Hubert Pfeiffer 1996
- Dieter Philipp, Aachen 2020
- Otto Piene (Künstler) 1987
- Gerd Pieper (Unternehmer), Herne 2003
- Karl Pieper 1987
- Paul Pieper (Kunsthistoriker) 1997
- Mechthild Pierick (Ordensschwester Mary Prema) 2009
- Karl Jakob Pierotti 1987
- Bernhard Piltz 2010
- Raimund Pingel (Oberkreisdirektor a. D.), Borken 2013
- Andreas Pinkwart (Staatsminister a. D.), Alfter 2012
- Alfred Piperek 1997
- Klaus Pistor, Alpen 2016
- Rudolf Plate, Remscheid 2000
- Fritz Pleitgen (Journalist und ehemaliger Intendant des WDR) 2007
- Hans Poetschki (Politiker) 1996
- Ottmar Pohl (Politiker) 1990
- Ulrich Pohl, Bielefeld 2018
- Wilhelm Pohlmann (Politiker) 1993
- Pauline A. Pokolm (Lazarus-Hilfswerk) Hürth/Köln 1986
- Manfred Pollert, Münster 2018
- Alexandra Popp (Fußballspielerin) 2011
- Niels Pörksen, Bielefeld 2015
- Rudolf Pörtner 1990
- Wilhelm Pötter 1986
- Edeltraud Preuß, Niederkassel 2015
- Alfred Preußner (FDP-Politiker) 2008
- Reiner Priggen (Politiker) 2017
- Hellmuth Primke 1986
- Avi Primor 2011
- Werner Probst 1989
- Karl Prüßner (Politiker) 1990
- Leo Pünnel 1995
- Irmtraut Pütter 1992
- Erika Pütz, Stolberg 2000

### R
- Robert Rademacher 2011
- Harry Radzyner 2009
- Theo Rangs 1995
- Isolde Rasem 1996
- Hildegard Rath 1986
- Johannes Rau (ehemaliger Ministerpräsident des Landes Nordrhein-Westfalen und Bundespräsident)
- Sabine Rau, Nettetal 2016
- Hans-Joachim Rauch, Petershagen 2004
- Josef Rauen 1996
- Johannes Read 1993
- Bruno Recht 1991
- Ilse Redemann 1996
- Otto Rehhagel, Essen 2018
- Renate Reimann 1992
- Heinz Reintges 1992
- Hans Reischl, Köln 2003
- Hildegard Reitz 1995
- Helene Reklat 1995
- Manfred Rekowski 2021
- Harro Remmert, Pulheim 2001
- Annemarie Renger (Politikerin der SPD und ehemalige Bundestagspräsidentin) 1995
- Karl Heinrich Rengstorf (evangelischer Theologe), Münster 1989
- Gertrud Reske, Voerde 2017
- Franco Rest 2006
- Johannes Revis 2000
- Henny und Werner Reyersbach 1989
- Christine Richerzhagen 2010
- Peter Richrath, Leverkusen 2003
- Annegret Richter (Sprinterin und Olympiasiegerin) 1988
- Karl Richter 1995
- Elsbeth Rickers (Politikerin der CDU), Wenden 2001
- Karl Wilhelm Ridderbusch 1986
- Ilse Ridder-Melchers (Politikerin der SPD) 2008
- Karl Riebe 1991
- Gretel Rieber-Wicke 1994
- Anton Riederer (Politiker der SPD) 1994
- Adelheid Rieffel, Bielefeld 2017
- Wilhelm Rieger, Wuppertal 2003
- Franz Riehemann (Politiker der CDU) 1990
- Heinrich Riemenschneider 1995
- Horst Ludwig Riemer 1995
- Detlev Riesner, Düsseldorf 2017
- Wilfried Ring, Remagen 2001
- Jürgen Rink, Meerbusch (RWTH Aachen) 1999
- Wolfgang Riotte (Jurist und Verwaltungsbeamter) 2012
- Thorwald Risler 1994
- Albert Ritter, Essen 2018
- Heinz Ritter-Schaumburg (Privatgelehrter und Autor) 1989
- Herbert Ritzeler 1988
- Walter Ritzenhofen 1994
- Otto Roche (Schuldirektor) 1994
- Achim Rohde, Neuss 2003
- Hans Rohe (Politiker der SPD) 1995
- Alfred Rohmeis (Politiker der SPD) 1993
- Detlev Karsten Rohwedder (Manager und Politiker) 1990
- Hergard Rohwedder 2007
- Bernd Rombach, Neuss 2000
- Hans Wolfgang Rombach (Verwaltungsjurist) 1987
- Elisabeth Roock 1991
- Gisela und Ulrich Ropertz, Berlin 2004
- Luise Röseler 1991
- Eberhard Rosslenbroich 1994
- Anni Rost 1992
- Hermann Josef Roth, Bonn 2014
- Hermann Josef Rübben 1987
- Herbert Rubinstein, Düsseldorf 1999
- Willi Rückert, Brühl 2018
- Josef Rudnick (Unternehmer und Politiker)
- Karl Ruhrberg (Museumsdirektor und Autor) 1989
- Johannes Ruland (Unternehmer) 2008
- Jörn Rüsen 2008
- Theodor Rutt (Germanist und Sprachwissenschaftler) 1992
- Manfred Rütten, Monheim 2001
- Jürgen Rüttgers

### S
- Otto Saarbourg, Neuss 2001
- Günther Sabetzky 1994
- Marie Therese Fürstin zu Salm-Horstmar 1986
- Günter Samtlebe (Politiker der SPD) 1988
- Maria van de Sand 1992
- Werner Saure 2019
- Emanuel Prinz zu Salm-Salm 2025
- Botho Prinz zu Sayn-Wittgenstein-Hohenstein
- Botho Prinz zu Sayn-Wittgenstein-Hohenstein (Politiker der CDU) 1987
- Markus Schächter 2008
- Hanns Schaefer, Köln 2008
- Gaby Schäfer, Sprockhövel 2016
- Heinz Schäfer 1992
- Hubert Schäfer 1987
- Ute Schäfer 2019
- Willi Schäferdiek (Schriftsteller) 1988
- Hermann Schalück 2010
- Tana Schanzara (Theaterschauspielerin, „Ruhrpott-Duse“) 1994
- Harald Schartau, Politiker, 2012
- Rolf Schaufelbühl 1997
- Rudolf Schaumann 1987
- Heinrich Scheinmann 1990
- Walter Scheel 2009
- Werner Schell, Neuss 2017
- Helmut von Schemm 1989
- Anna Schepers 1989
- Eberhard Scherer 1990
- Peter Scherer, Essen 2001
- Inge Klara Schild 1997
- Konrad Schilling 1991
- Herbert Schindler 1992
- Bernd Rainer Schindowski, Gelsenkirchen 2003
- Anneliese und Herbert Schlabach 1991
- Simon Schlachet 1987
- Ingeborg Schladot, Dortmund 2000
- Helga Schlapka 2006
- Karl-Heinz Schlechtriem, Leverkusen 2001
- Theresia Schlechtriem, Leverkusen 2001
- Hildegard Schleithoff, Steinfurt 2001
- Walter Schlenkenbrock, Ratingen 2000
- Elsbeth Schlick 2011
- Hans-Jürgen Schlieker 1989
- Hans-Werner Schlipköter 1991
- Norbert Schlottmann (Verwaltungsbeamter und Politiker der CDU) 1994
- Hubert Schlun, Aachen 2000
- Werner Schmalenbach 1980
- Johannes Schmelzer 1993
- Adolf Schmerer, Bad Berleburg 2000
- Adolf Schmidt (Politiker der SPD) 1986
- Alfred Schmidt 1987
- Ernst Schmidt 1996
- Gerhard Schmidt 2019
- Heinz Schmidt 1987
- Helmut Schmidt, Wuppertal 2000
- Joachim Schmidt 1997
- Marianne Schmidt 1986
- Ulla Schmidt, MdB, Aachen 2018
- Ulrich Schmidt (Politiker der SPD) 1992
- Wilhelmine Schmidt 1994
- Regina Schmidt-Zadel 2011
- Johann Schmiedl, Recklinghausen 2000
- Ilona Schmiel, Starnberg 2017
- Georg Wilhelm Schmiele, Ahlen 2000
- Adolf Jakob Schmitt, Meckenheim 2001
- Hubert Schmitt-Degenhardt (Verwaltungsjurist) 1990
- Carl Hinderich Schmitz 1991
- Elisabeth Schmitz 1997
- Hans Arno Schmitz, Mönchengladbach 2000
- Margarete Schmitz 1989
- Paul Schmitz (Politiker der CDU) 1990
- Walter Schmitz-Valckenberg, Köln 2013
- Hubertus Schmoldt 2011
- Jürgen Schmude, Moers 2019
- Manfred Schnabel 1993
- Wilhelm Schneemelcher 1986
- Christian Schneider 1991
- Hans Wilhelm Schneider 1990
- Klaus-Eberhard Schneider, Hamm 1999
- Nikolaus Schneider 2009
- Rolf Schneider, Essen 2000
- Herbert Schnoor (Verwaltungsbeamter und Politiker der SPD) 1997
- Kurt Schober (Volkswirt, Verleger und Politiker der CDU) 1990
- Barbara Schock-Werner 2011
- Elisabeth Schoepke 1992
- Eberhard Schöler (Tischtennisspieler) 1992
- Hedwig und Herbert Scholz 2005
- Heinz Karl Schön 1987
- Kurt Schoop 1989
- Helmut Schorsch, Duisburg-Walsum, 2015
- Annegret Ursula Schrader, Herne 2012
- Fritz Schramma, Köln 2018
- Annemarie Schraps 2006
- Margarete Schrey 1995
- Werner Schriefers 1996
- Brigitte Schröder 1993
- Irma Schröder 1993
- Vera Schröder 1996
- Rolfrafael Schröer (Schriftsteller) 1988
- Annette Schücking-Homeyer, Detmold 2003
- Franz Schulenberg 1986
- Manfred Schüler (Finanz- und Verwaltungsbeamter und Politiker der SPD) 1990
- Georg Schulhoff (Politiker der CDU) 1986
- Wolfgang Schulhoff (Politiker der CDU) 2012
- Reinhold Schulte, Dortmund 2012
- Hubert Schulte-Kemper 2006
- Karl-Friedrich Schulte-Uebbing, Recklinghausen 1999
- Wilhelm Schultheis (Dressurreiter und -trainer) 1992
- Bernard Schultze (Maler) 1989
- Hans Gerhard Schulz, Herten 2024
- Ludwig Schulze-Erdel 1993
- Christoph Schulze-Stapen (Politiker der CDU) 1991
- Elke Schumacher 2011
- Emil Schumacher (Maler) 1987
- Rolf Schumacher 1995
- Wolfgang Schumacher, Mechernich 2021
- Heinrich Schupler 1989
- Reiner Schütte 1993
- Wilhelm Wolfgang Schütz (Publizist), Nettersheim 1999
- Horst Schwabe, Mettmann 1999
- Hans-Joachim Schwager (Theologe und Pädagoge) 1994
- Theodor Schwedmann, Dülmen 2019
- Kurt Schweinberger 1996
- Gisela Schwerdt (Politikerin der FDP) 1994
- Theodor Schwerdt 2000
- Heinrich Schwettmann, Hüllhorst 2015
- Irmgard Schwaetzer, Berlin 2018
- André Sebald, Königswinter 2021
- Werner Seelig 1991
- August Seeling (Politiker der SPD und Oberbürgermeister von Duisburg) 1986
- Oscar Seeling 1991
- Hans Segschneider (Kommunalpolitiker) 2008
- Claudia Seidensticker-Fountis 2022
- Friedrich Wilhelm Freiherr von Sell (Intendant des WDR) 1986
- Reinhard Selten (Mathematiker und Nobelpreisträger der Wirtschaftswissenschaften) 1996
- Faruk Şen (Leiter der Stiftung Zentrum für Türkeistudien in Essen) 2007
- Gertrud Servos, Neuss 2015
- Peter Sieben 1989
- Günter Sieber 1989
- Helene Siebert 1989
- Hans Wilhelm Siegel 1989
- Britta Siegers (Behindertensportlerin) 1994
- Werner Siekmann 1994
- Edgar Siemkes, Duisburg 2018
- Wilfried Sieper 1993
- Elfriede Sievers 1995
- Alphons Silbermann (Soziologe und Publizist) 1995
- Agnes Simon (Tischtennisspielerin) 1996
- Eleonore und Helmut Simon 1989
- Ernst Simons (Pädagoge, Religionslehrer und Überlebender des KZ Bergen-Belsen) 1990
- Anthony Robert Skipper 1997
- Franz Peter Skorzak, Ahaus 2000
- Ilse Skropke 1990
- Steven Sloane, Berlin 2022
- Marie-Luise Smeets (Politikerin der SPD und Oberbürgermeisterin von Düsseldorf) 2007
- Walter Smerling, Bonn 2020
- Joachim Sobotta (Journalist) 1987
- Günther Sohn 1993
- Emil Solke (Politiker der CDU) 1987
- Herbert Sommer, Bielefeld 1999
- Horst Sommerfeld (Politiker der SPD), Castrop-Rauxel 1999
- Friedrich-Helmut Sonnenschein 1989
- Kazuro Sonoda 1996
- Ludwig Soumagne (Mundartdichter) 1988
- Friedrich Späth, Essen 2001
- Maximilian Graf von Spee 1992
- Gotthard Speer 1996
- Bernhard Spellerberg, Mönchengladbach 2001
- Hanna Sperling, Dortmund 2021
- Marga Spiegel, (Holocaust-Überlebende) Münster 2013
- Paul Spiegel 1993
- Walter Spiegel 2013
- Hansjörg Spies 1995
- Werner Spies (Kunsthistoriker) 2007
- Edmund Spohr (Architekt) 2009
- Jost Springensguth 2021
- Michael Staade 2022
- Kurt Stähler, Düsseldorf 2001
- Eugen Stahlhacke 1987
- Fritz Stallberg 1990
- Agnes Stangier 1991
- Claus Stauder, Essen 2001
- Klaus Steilmann (Unternehmer) 1994
- Willy Stein 1997
- Peer Steinbrück
- Werner Steinem 1989
- Otto Ferdi Steiner 1986
- Waltraud Steinhauer
- Lothar Steinhaus, Paderborn 2001
- Otto Stenger 1993
- Jochen Stemplewski, Unna 2017
- Peter Stenmans 1990
- Günter Stephan (Gewerkschafter) 1992
- Klaus Stern (Rechtswissenschaftler) 2000
- Anton Sterzl (Journalist) 1991
- Frank Stewart 1995
- Wilfried Stichmann, Möhnesee 2017
- Elfriede Stichnoth 1988
- Fritz Stiller 1995
- Karl-Heinz Stiller 2007
- Gertrud Stock 1986
- Anna Stöcker 1995
- Karin Stöckermann 1991
- Karlheinz Stockhausen 1992
- Karl Stockhofe 1995
- Otto Hubert Stollenwerk, Simmerath 2000
- Julia Stoschek 2011
- Herbert F. Straeten 1993
- Herbert Strate 2000
- Dorita Sträter 1986
- Ludger Stratmann, Bottrop 2017
- Lena Strothmann 2019
- Gertrud Strauch 1988
- Friedrich Wilhelm Streckert 1997
- Wolfgang Streeck 2011
- Gertrud Stroetges, Nettetal 2001
- Käthe Stroetges 1997
- Lieselotte Ströhmann 1996
- Käthe Strohwald 1997
- Horst von Stryk 1990
- Karl Stüker 1989
- Werner Stump, Kerpen 2013
- Vilma Sturm 1987
- Charlotte Stüve 1995
- Klaus Südhofer, Recklinghausen 2004
- Hans-Peter Sültenfuß 1996
- Karl-Heinrich Sümmermann, Münster 2022
- Rita Süssmuth 2011
- Israel Szabo 1997

### T
- Anny Tackenberg 1988
- Turgay Tahtabas, Essen 2018
- Yasuo Tanaka (Astronom) 2010
- Horst Tappert (Schauspieler)1996
- Coşkun Taş, Köln 2013
- Johann Tauber 1986
- Ilona Tegtmeyer, Essen 2001
- Tuğba Tekkal 2022
- Georg-Heinz Teller 1988
- Kurt Templin 1986
- Emmanuel Tesch 1993
- Bruno Tetzner 1997
- Gerhild Theis 1986
- Ioannis Theophanopoulos 1990
- Gilles Thibault 2009
- Heidi van Thiel 2023
- Michael Thiele 1989
- Heinz Thielen 1989
- Ellen Thiemann 2011
- Ekkehard Thiesler 2022
- Christa Thoben (Staatsministerin a. D.), Bochum 2012
- Dieter Thoma (Moderator) 1991
- Helmut Thoma 1995
- Gabriele Thomayer, Dülmen 2017
- Konrad Thur, Düsseldorf 2003
- Wolfgang Tietze, Ascheberg 2003
- Hans Tilkowski, Herne 2000
- Jacques Tilly, Düsseldorf 2024
- Joseph Timmermann (Pater) 1987
- Maria Timmler 1991
- Norbert und Sylvia Titel 1990
- Lolke Tjerkstra 1991
- Heinrich Tölke 2014
- Heinz Tolzmann 1995
- Wolfgang Tomiak 2006
- Klaus Töpfer, (Bundesminister a. D.) Höxter 2015
- Elmar Tophoven (Übersetzer) 1988
- Karl Trabalski 1987
- Oliver Trelenberg 2023
- Eduard Trier (Kunsthistoriker) 1991
- Hann Trier 1989
- Reinhold Trinius, Porta Westfalica 2001
- Walther Tröger, Frankfurt am Main 2012
- Helmut Troitzsch 1987
- Helmut Tromm 1995
- Jörg Twenhöven 2008
- Anne Marie Tzschachmann (Politikerin der SPD) 1989

### U
- Günther Uecker 1989
- Heinz Robert Uhlemann 1993
- Eckhard Uhlenberg
- Wolfgang Ullrich, Lünen 2018
- Christiane Underberg 2009
- Oswald Mathias Ungers (Architekt) 2006
- Hermann Josef Unland 1996
- Katharina Unland 1996
- Nicole Uphoff-Becker (Dressurreiterin) 1997
- Günter Urban, Roetgen 2001
- Hans-Eberhard Urbaniak (Politiker der SPD) 1991

### V
- Youri Vámos 2007
- Heinrich Varenholz 1986
- Astrid Varnay (Opernsängerin) 1993
- Erhard Väth (Direktor des Amtsgerichts a. D.), Königswinter 2012
- Thomas Vehoff, Hagen 2018
- Susanne Veltins 2023
- Brunhilde Verheyen 1989
- Isa Vermehren 2005
- Michael Vesper (Staatsminister a. D.), Köln 2012
- Hans-Joachim Vetter
- Heinz Oskar Vetter (Gewerkschafter und Politiker der SPD) 1988
- Paul Vienken 1991
- Peter van Vlodrop 1992
- Enno Vocke 2010
- Christian Vogedes, Gelsenkirchen 2001
- Karl-Heinz Vogelsang 1989
- Karl-Heinz Vogt (Prälat), Köln 2012
- Paul Vogt, Essen 2001
- Albrecht Voigt 1997
- Wilfried Voigt (Vorstandsvorsitzender der Johannes Seniorendienste) 2006
- Harry Voigtsberger (Staatsminister a. D.), Raeren 2018
- Franz Vollberg 1986
- Rudi Völler (Fußballtrainer) 2008
- Hans-Christian Vollert 2005
- Ernst Vollmer 1989
- Günter Vollmer, Bonn 2003
- Günter Volmer (CDU-Politiker und Gewerkschafter) 1994
- Hermann Vomhof 2007
- Joseph Theo Vonderweiden 1996
- Hans-Karl Vorndamme 1987
- Manfred Voß, Willich 2001
- Alfred Voßschulte 1993
- Anna de Vries 1993

### W
- Fritz Wacker 1995
- Sigbert Wagener 1988
- Franziska Elisabeth Wagner 1987
- Willi Wahl, Krefeld 2001
- Johanne Walhorn, Münster 1992
- Heinz-Günter Wallberg 1988
- Anna und Wilhelm Wallbruch 1988
- Fritz Walter, Leverkusen 2003
- Roswitha Warkus, Weeze 2004
- Walter Warnach (Philosoph) 1987
- Gerhard Wattenberg, Vlotho 2001
- Doris Weber 1986
- Hans-Dieter Weber, Herdecke 2003
- Heinz-Georg Weber 1990
- Heinz-Günther Weber, Düsseldorf 2003
- Maria Weber (Gewerkschafterin) 1986
- Georg Wilhelm "Willi" Weber, Köln 2003
- Helmut Weck 1994
- Hermann Wedekind (Schauspieler, Opernsänger, Regisseur und Theaterintendant)
- Rolf Wedewer 2001
- Heinz-Wilhelm Wehrmann (Bauingenieur; Gründer des Sankt Martin Ordens) 2001
- Bruno Weinberger (Verwaltungsjurist) 1992
- Erika Weingärtner 1994
- Christian Weisbrich, Nettetal 2018
- Eberhard Weise, Monheim 2003
- Hans Georg Bernhard Weiss, Monschau 2001
- Ingrid Weiss 1986
- Gerhard Weisser (Sozialwissenschaftler) 1987
- Ernst Ulrich von Weizsäcker, Emmendingen 2021
- Hans Welbers 1993
- Karin Welder 2023
- Heinz Wellerdiek 1993
- Dieter Wellershoff (Schriftsteller) 1995
- Cord Wellhausen, Meerbusch 2000
- Willem Welling 1991
- Herbert Weltrich (Jurist), Düsseldorf 2001
- Gotthard Welzel, Sankt Augustin 1999
- Wolfgang Wende 1987
- Wim Wenders (Filmemacher) 2004
- Magdalene Wendt 1986
- Gerhard Wendzinski (Politiker der SPD), Dortmund 2003
- Otto Friedrich Wilhelm Freiherr von der Wenge Graf von Lambsdorff (Politiker der FDP) 2006
- Wilhelm Werhahn, Neuss 2004
- Elisabeth Werhahn-Adenauer 2007
- Helmut Werner, Stuttgart 2001
- Kurt Werner 1990
- Marianne Werner-Ader 1995
- Hans Wernery (Ministerialbeamter) 1989
- Isabell Werth 2007
- Hiltrud Wessling, Münster 2005
- Liesel Westermann 1990
- Guido Westerwelle (Bundesminister a. D.; Vorstandsvorsitzender der Westerwelle Foundation), Köln 2015
- Klaus Westkamp, Bonn 2004
- Else Westmeyer 1988
- Günter Wewel 1996
- Heinz Wewering (Trabrennsportler) 1993
- Willi Weyer (Politiker der FDP) 1986
- Lieselotte Wicke (Politiker der SPD) 1986
- Ellen Wiederhold 1986
- Paula Wiegers 1990
- Bettina Wiegmann (Fußballspielerin) 2011
- Heinrich Wieking 2005
- Reinhard Wiesemann, Essen 2017
- Johan Gerhard Wilbrenninck 1994
- Gerhard Wilczek 1989
- Klaus von Wild, Münster 2018
- Marga Wilden-Hüsgen (Mandolistin und Musikforscherin) 1991
- Jürgen Wilhelm 2011
- Günther Wilke (Chemiker) 1997
- Ernst Wille (Maler) 1997
- Reinhard Wilmbusse, Lemgo 2001
- Dorothee Wilms, Köln 2018
- Jakow Windisch 1987
- Adolf Winkelmann 1996
- Christoph Winkelmann 2023
- Michael Winkelmann 2023
- Wilhelm Winkelmann, Münster 2000
- Richard Winkels 1991
- Hans Günter Winkler 1991
- Woldemar Winkler 1987
- Borgi Winkler-Rohlfing (1. Vorsitzende der Lupus Erythematodes-Selbsthilfegemeinschaft) 2007
- Lieselotte Winnacker-Spitzl, Wuppertal 2016
- Heinrich Winter (Mathematiker) 1988
- Maria Wirth 1991
- Michael Wirtz, Stolberg 2018
- Hans-Jürgen Wischnewski (Politiker der SPD) 1992
- Karlheinz Wissmer, Düsseldorf 2001
- Wilhelm Wissing (Präsident des päpstlichen Missionswerkes Missio) 1996
- Ruth H. Witteler-Koch (Politikerin der FDP) 2003
- Hedwig Wittmann 1996
- Margot Wittram 1987
- Udo Wloka 1995
- Hasso Wolf, Köln 2003
- Ingo Wolf (Staatsminister a. D.), Euskirchen 2018
- Werner Wolf, Mönchengladbach 2001
- Arnold Peter Wolff, Köln 2001
- Erich Wolfram (Politiker der SPD) 1986
- Artur Woll (Wirtschaftswissenschaftler) 1990
- Karl-Heinz Wöllner, Meerbusch 2004
- Joseph Wolter 1993
- Emil Eduard Wörmann 1987
- Geesken Wörmann, Soest 2004
- Bernhard Worms 2007
- Sönke Wortmann (Schauspieler und Regisseur) 2007
- Walter Wübben, Köln 2021
- Theodor Wüllenkemper 2009
- Joachim Wüllenweber, Mönchengladbach 2001
- Gisela Wüllner 1992
- Günter Wüllner 1996
- Kurt Wüster (Politiker der SPD) 1997

### Y
- Ranga Yogeshwar, Hennef 2017

### Z
- Hans-Jürgen Zacher 2011
- Heinz Zahrnt, Soest 2000
- Gualtiero Zambonini 2008
- Benno Zander 1996
- Renate Zanders 1994
- Marianne Zauter, Leverkusen 2000
- Luise Zeitzen 1994
- Ernst-Andreas Ziegler, Wuppertal 2021
- Johannes Zielinski (Hochschulprofessor) 1990
- Herta Zilly 1992
- Charlotte Zimmer 1997
- Monika Zimmermann, Kaarst 2018
- Stefan Zimmermann (Jurist) 2010
- Tabea Zimmermann-Sloane 2009
- Reinhard Zinkann, Gütersloh 2019
- Christoph Zöpel, Bochum  2017
- Frauke Zottmann-Neumeister, Königswinter 2017
- Hildegard Zumach 1993
- Klaus Zumwinkel (ehemaliger Vorstandsvorsitzender der Deutschen Post AG) 2007

## Amtliche Quellen
- Landesverdienstordenträgerinnen und -träger 1986 bis 2024 Diese Liste im ODS-Format wird offiziell von der Staatskanzlei des Landes Nordrhein-Westfalen als Download zur Verfügung gestellt (abgerufen am 6. Mai 2025).
- Für 1986 Verleihung des Verdienstordens des Landes Nordrhein-Westfalen (MBl. NW. 1986 S. 1954)
- Für 1987 Verleihung des Verdienstordens des Landes Nordrhein-Westfalen (MBl. NW. 1987 S. 1178)
- Für 1987 Verleihung des Verdienstordens des Landes Nordrhein-Westfalen (MBl. NW. 1987 S. 1728)
- Für 1988 Verleihung des Verdienstordens des Landes Nordrhein-Westfalen (MBl. NW. 1988 S. 441)
- Für 1988 Verleihung des Verdienstordens des Landes Nordrhein-Westfalen (MBl. NW. 1988 S. 1730)
- Für 1989 Verleihung des Verdienstordens des Landes Nordrhein-Westfalen (MBl. NW. 1989 S. 671)
- Für 1989 Verleihung des Verdienstordens des Landes Nordrhein-Westfalen (MBl. NW. 1989 S. 1291)
- Für 1990 Verleihung des Verdienstordens des Landes Nordrhein-Westfalen (MBl. NW. 1990 S. 553)
- Für 1990 Verleihung des Verdienstordens des Landes Nordrhein-Westfalen (MBl. NW. 1990 S. 1636)
- Für 1991 Verleihung des Verdienstordens des Landes Nordrhein-Westfalen (MBl. NW. 1991 S. 878)
- Für 1991 Verleihung des Verdienstordens des Landes Nordrhein-Westfalen (MBl. NW. 1991 S. 1822)
- Für 1992 Verleihung des Verdienstordens des Landes Nordrhein-Westfalen (MBl. NW. 1992 S. 871)
- Für 1992 Verleihung des Verdienstordens des Landes Nordrhein-Westfalen (MBl. NW. 1993 S. 6)
- Für 1993 Verleihung des Verdienstordens des Landes Nordrhein-Westfalen (MBl. NW. 1993 S. 1238)
- Für 1993 Verleihung des Verdienstordens des Landes Nordrhein-Westfalen (MBl. NW. 1994 S. 43)
- Für 1994 Verleihung des Verdienstordens des Landes Nordrhein-Westfalen (MBl. NW. 1994 S. 712)
- Für 1994 Verleihung des Verdienstordens des Landes Nordrhein-Westfalen (MBl. NW. 1995 S. 63)
- Für 1995 Verleihung des Verdienstordens des Landes Nordrhein-Westfalen (MBl. NW. 1995 S. 517)
- Für 1995 Verleihung des Verdienstordens des Landes Nordrhein-Westfalen (MBl. NW. 1995 S. 1634)
- Für 1996 Verleihung des Verdienstordens des Landes Nordrhein-Westfalen (MBl. NW. 1996 S. 1276)
- Für 1996 Verleihung des Verdienstordens des Landes Nordrhein-Westfalen (MBl. NW. 1997 S. 26)[3]
- Für 1997 Verleihung des Verdienstordens des Landes Nordrhein-Westfalen (MBl. NW. 1997 S. 796)
- Für 1997 Verleihung des Verdienstordens des Landes Nordrhein-Westfalen (MBl. NW. 1998 S. 27)
- Für 1999 Verleihung des Verdienstordens des Landes Nordrhein-Westfalen (MBl. NW. 1999 S. 1269)
- Für 2000 Verleihung des Verdienstordens des Landes Nordrhein-Westfalen (MBl. NRW. 2000 S. 458)
- Für 2001 Verleihung des Verdienstordens des Landes Nordrhein-Westfalen (MBl. NRW. 2001 S. 1022)
- Für 2001 Verleihung des Verdienstordens des Landes Nordrhein-Westfalen (MBl. NRW. 2002 S. 129)
- Für 2003 Verleihung des Verdienstordens des Landes Nordrhein-Westfalen (MBl. NRW. 2003 S. 411)
- Für 2003 Verleihung des Verdienstordens des Landes Nordrhein-Westfalen (MBl. NRW. 2003 S. 643)
- Für 2003 Verleihung des Verdienstordens des Landes Nordrhein-Westfalen (MBl. NRW. 2003 S. 1551)
- Für 2004 Verleihung des Verdienstordens des Landes Nordrhein-Westfalen (MBl. NRW. 2004 S. 620)
- Für 2004 Verleihung des Verdienstordens des Landes Nordrhein-Westfalen (MBl. NRW. 2005 S. 65)
- Für 2005 Pressemitteilung der Landesregierung vom 20. Dezember 2005
- Für 2006 Pressemitteilung der Landesregierung vom 16. März 2006
- Für 2006 Pressemitteilung der Landesregierung vom 12. Dezember 2006
- Für 2007 Pressemitteilung der Landesregierung vom 20. März 2007
- Für 2007 Pressemitteilung der Landesregierung vom 27. August 2007
- Für 2007 Pressemitteilung der Landesregierung vom 23. Oktober 2007
- Für 2008 Pressemitteilung der Landesregierung vom 18. Februar 2008
- Für 2008 Pressemitteilung der Landesregierung vom 20. August 2008
- Für 2009 Pressemitteilung der Landesregierung vom 22. April 2009
- Für 2009 Pressemitteilung der Landesregierung vom 5. Oktober 2009
- Für 2010 Pressemitteilung der Landesregierung vom 14. Januar 2010
- Für 2011 Pressemitteilung der Landesregierung vom 7. April 2011
- Für 2011 Pressemitteilung der Landesregierung vom 7. November 2011
- Für 2012 Pressemitteilung der Landesregierung vom 24. August 2012
- Für 2012 Pressemitteilung der Landesregierung vom 7. Dezember 2012
- Für 2013 Pressemitteilung der Landesregierung vom 19. April 2013
- Für 2013 Pressemitteilung der Landesregierung vom 27. Juni 2013
- Für 2013 Pressemitteilung der Landesregierung vom 7. November 2013
- Für 2014 Pressemitteilung der Landesregierung vom 23. Juni 2014,
Verleihung des Verdienstordens des Landes Nordrhein-Westfalen, Bekanntmachung der Ministerpräsidentin vom 25. Juni 2014 (MBl. NRW. 2014 S. 396)
- Für 2014 Pressemitteilung der Landesregierung vom 26. August 2014
- Für 2015 Pressemitteilung der Landesregierung vom 15. April 2015
- Für 2015 Pressemitteilung der Landesregierung vom 16. September 2015
- Für 2016 Pressemitteilung der Landesregierung vom 17. November 2016
- Für 2017 Pressemitteilung der Landesregierung vom 18. Januar 2017
- Für 2017 Pressemitteilung der Landesregierung vom 23. August 2017
- Für 2017 Pressemitteilung der Landesregierung vom 5. Dezember 2017
- Für 2018 Pressemitteilung der Landesregierung vom 2. Juli 2018
- Für 2018 Pressemitteilung der Landesregierung vom 23. August 2018
- Für 2018 Pressemitteilung der Landesregierung vom 15. Dezember 2018
- Für 2019 Pressemitteilung der Landesregierung vom 14. Mai 2019
- Für 2019 Pressemitteilung der Landesregierung vom 23. August 2019
- Für 2020 Pressemitteilung der Landesregierung vom 1. Juli 2020
- Für 2020 Pressemitteilung der Landesregierung vom 23. August 2020
- Für 2021 Pressemitteilung der Landesregierung vom 23. August 2021